# Reserva de Caça
As Reservas de Caça são um tipo de áreas protegidas comum em diversos países, nas quais animais selvagens vivem livremente e são caçados de maneira controlada, como atividade esportiva que permite financiar a conservação da natureza.

## Na África
Muitas dessas reservas se encontram na África, continente onde esse tipo de área protegida foi criado desde o século XIX, principalmente nas então colônias britânicas. Muitas delas são abertas ao público, e turistas podem participar de safaris fotográficos, que não envolvem a caça.
Em uma reserva de caça, os ecossistemas são protegidos e a conservação da natureza é um elemento principal. As espécies nativas encontram nelas um habitat ideal para que se reproduzam e evoluam.
Algumas reservas de caça incluem mais de um ecossistema, chegando a incluir diversos deles. Isso permite melhorar dramaticamente a diversidade de vida selvagem nessas áreas.
Na África, a maior atração desse tipo de áreas protegidas são os chamados Big Five, cinco espécies carismáticas de grande porte (rinocerontes, elefantes, búfalos, leopardos e leões) que recebem esse nome não pelo seu porte mas pela dificuldade em caça-los, razão pela qual o leopardo aí se inclui e o hipopótamo não.

## No Brasil
A legislação brasileira de áreas protegidas, que chama esses espaços de unidades de conservação, prevê a existências de Reservas de Fauna, que sucederam a categoria das Reservas de Caça previamente existentes no direito brasileiro. No entanto, nesse tipo de área protegida a caça não é permitida, e sim outras formas de exploração comercial sustentável da fauna selvagem. Não existe nenhuma área desse tipo no pais.